# Apio Claudio Pulcro (cónsul 143 a. C.)
Apio Claudio Pulcro  fue un militar y político de la República romana, hijo de Apio Claudio Pulcro, el cónsul del año 185 a. C.

## Vida
Fue elegido cónsul en el año 143 a. C. y, con la finalidad de obtener un triunfo, atacó a los salassi, una tribu alpina. Fue derrotado en primera instancia pero luego, siguiendo las instrucciones dadas por los Libros Sibilinos, obtuvo la victoria. A su vuelta a Roma, le fue denegado la celebración pública de su triunfo, pero lo celebró igualmente, costeándolo a sus expensas. Cuando uno de los tribunos de la plebe intentó sacarle a la fuerza de su carruaje, su hija Claudia, una de las vírgenes vestales, le acompañó a su lado hasta el Capitolio.
Al año siguiente fracasó en el acceso a la censura, pero la obtuvo en 136 a. C., junto con Quinto Fulvio Nobilior.
Fue aliado político de Tiberio Sempronio Graco, quien estaba casado con una de sus hijas. Apoyó la reforma agraria de los Graco en 133 a. C., siendo elegido miembro de la comisión agraria triunviral para el reparto de tierras, desde la cual supervisó el ager publicus, las tierras que Tiberio Graco quería repartir entre los veteranos de las tercera guerra púnica. Por su alianza con los Graco se enemistó con el enemigo de estos, Publio Cornelio Escipión Emiliano.
Tiberio Graco fue asesinado en el año 133 a. C., y él murió poco después, probablemente en 130 a. C.
Fue uno de los saliares, un augur, y ocupó el puesto de princeps senatus. Cicerón dice de él que su estilo de oratoria era fluido y vehemente. Se casó con Antistia.